# Mlowa (Iringa)
Mlowa ist ein Verwaltungsbezirk (englisch Ward) des Distrikts Iringa in der tansanischen Region Iringa.

## Geografie
Mlowa liegt im südlichen Hochland von Tansania etwa 40 Kilometer Luftlinie westlich der Regionshauptstadt Iringa. Der Bezirk grenzt im Norden an Mlenge und Ilolo Mpya, im Osten an Kiwere und Nzihi, im Süden an Kihanga und im Westen an Idodi. Bei der Volkszählung 2022 lebten 12.896 Menschen in 2994 Haushalten auf einer Fläche von 907 Quadratkilometern.

## Gliederung
Der Bezirk besteht aus drei Gemeinden (swahili Mtaa) mit 19 Orten (Kitongoji):
| Malizanga - Mtakuja - Ikonongo - Malizanga - Ndorobo A - Ndorobo B - Majengo A - Majengo B - Mlowa - Matalawe | Nyamahana - Mlambalasi - Ipwasi - Majengo - Mtakuja - Mbuyuni | Mafuluto - Majengo - Kibuduga - Muungano - Magoya - Mseketule |

## Infrastruktur
- Bildung: Die Mlowa Secondary School ist eine staatliche weiterführende Tagesschule mit einer Ausbildung bis zur 4. Stufe.[8]
- Gesundheit: Im Bezirk befindet sich ein staatliches Gesundheitszentrum,[9] eine staatliche Apotheke gibt es in der Gemeinde Nyamahana.[10]